# Онисифор
Онисифор («приносячий прибуток» або «корисний») християнин, про якого йдеться в новозавітному 2-му посланні до Тимофія (1:16-18) і (4:19). Згідно з листом, надісланим апостолом Павлом, Онисифор розшукав Павла, який тоді був ув'язнений у Римі.

## Біографія

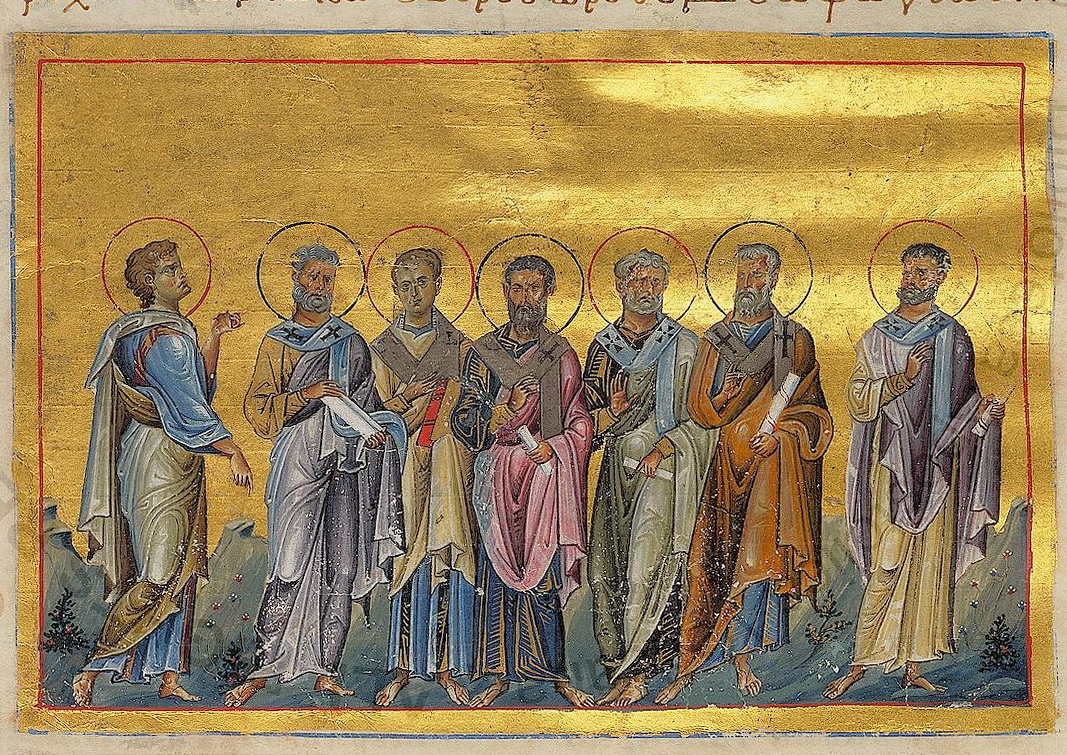
Сосфен, Аполлос, Кифа, Тихік, Епафродит, Цезар і Онисифор з Менологій Василія II.

За православною традицією Онисифор був одним із семидесяти учнів, обраних і посланих проповідувати. Вони були обрані трохи пізніше після Дванадцятьох апостолів (Лк. 10:1–24). Онисифор був єпископом у Колофоні (Мала Азія), а потім у Коринфі. 
Як православна, так і римо-католицька церкви стверджують, що Онисифор помер мученицькою смертю в місті Парій (недалеко від Ефесу) на березі Геллеспонту.

## 2-е послання до Тимофія
Переслідування християн під час правління Нерона зробили Рим небезпечним для християн. Павло у Посланнях хвалить Онисифора за його гостинність, доброту і мужність. Онисифор протиставляється іншим християнам в Азії, які покинули Павла у складний час. У 2 Тим. 4:16–18 Павло посилає привітання дому цього чоловіка в Ефесі і згадує те, як він допоміг Павлу раніше в Ефесі. Тимофій, який очолював ефеську церкву, знайомий з цими подіями. Похвала Павлом Онисифора є важливою, оскільки була написана незадовго до смерті автора, як останнє заохочення для Тимофія.
Однак у Посланні також відомо про дійсний час, що «...один Лука зі  мною» (2 Тим. 4:10). Оскільки Павло говорить про Онисифора лише в минулому часі, бажає благословення його дому (сім'ї) і милосердя для нього «в той день», деякі вчені вважають, що Онисифор у цей момент вже помер. Ближче до кінця того самого Послання, у (2 Тим. 4:19), Павло посилає вітання «Прискиллі та Акилі та дому Онисифора», це теж робить очевидною ситуацію, відрізняючи Онисифора від ще живих Прискілли та Акили. Посилання Павла на Онисифора разом з (2 Мак. 12:40–46) цитується католиками, як один із перших прикладів молитви за померлих, тоді як деякі протестанти, які виступають проти цієї практики, відкидають дане тлумачення.

## Вшанування
Вшановують 6 вересня у Римо-католицькій церкві та 7 вересня у Православній церкві та греко-католицьких церквах.

## Ідентифікація
Не слід плутати з Онисифором Ефеським, який був замучений разом з Порфирієм під час гонінь Діоклетіана і вшановується 9 листопада.